# PSD-95
Postsynaptic Density Protein-95 (PSD-95) je član obitelji pod engl. nazivom „membrane-associated guanylate kinase“, MAGUK i jedan od najzastupljenijih proteina u postsinaptičkoj gustoći (od engl. postsynaptic density, PSD). To je glavni protein skela (od engl. scaffolding protein) u ekscitatornim sinapsama u mozgu i kritični je regulator sinaptičkog sazrijevanja za NMDA (N-methyl-D-aspartic acid) i AMPA (α-amino-3-hydroxy-5-methyl-4-isox-azoleproprionic acid) receptore. Nedavni dokazi opisuju vezu između PSD-95 i neuropsihijatrijskih poremećaja.

## Struktura i korištene tehnike
Njegova struktura sastoji se od tri N-terminalne PDZ domene (duljine od oko 90 aminokiselina), homologne src domene (SH3) koja veže peptide, katalitički neaktivne gvanilat ciklaza domene (GK) i HOOK domene koja povezuje SH3 i GK domenu.
Tehnika koja se koristi za dobivanje strukture je difrakcija X-zrakama, a u novije vrijeme koriste se i druge tehnike poput kombiniranja tomografije s elektronskom mikroskopijom (EM) kako bi se vizualizirale pojedinačne molekule proteina.

## Funkcija PSD-95
PSD-95 su modularni proteini. Oni su, također, scaffold proteini koji određuju stabilno stanje isto kao i promjene broja glutamatnih receptora u ekscitatornim sinapsama koji su ovisni o aktivnosti. Najvažnija funkcija PSD-95 je organiziranje signalnih kompleksa na postsinaptičkoj membrani. Također, broj PSD-95 može regulirati ravnotežu između broja inhibitornih i ekscitatornih sinapsi.

## Razgradnja PSD-95
PSD-95 se može razgraditi direktno ubikvitilacijom (ubikvitin-proteasom putem) ili indirektno (ubikvitilacijom i razgradnjom proteina SPAR s kojim stupa u interakciju).

## Interakcija s drugim proteinima
PSD-95 stupa u interakciju s velikim brojem molekula, te fizičkim spajanjem proteina za prijenos citoplazmatskog signala i površinskih receptora može olakšati spajanje različitih signalnih kaskada unutar PSD-a.
PDZ domene tipično vežu specifične C-terminalne sekvence u ciljnim proteinima. SH-3 domene su moduli protein-protein interakcije koji se obično javljaju u proteinima s vrlo divergentnim funkcijama. Brojni ligandi se vežu s visokim afinitetom za GK domenu.
Prostorno, PSD-95 je usko povezan s membranskim receptorima i ionskim kanalima.
PSD-95 stupa u interakciju s različitim vrstama transmembranskih proteina (NMDAR, AMPAR, glutamatni receptori, molekule adhezije sinaptičkih stanica). Također, utječe na sinaptički prijenos i neuralnu plastičnost, stupa u interakciju s neuronskom sitazom dušikovog oksida (nNOS), s drugim scaffold proteinima, regulatorima ili efektorima malih GTPaza, te s nuklearnim proteinom (AIDA-1d).

## Primjeri testova koji se koriste za ispitivanje funkcije
Za identifikaciju PPI korištene su brojne metode. Identifikacija izravnih, binarnih interakcija između dva proteina povijesno je obrađena kroz dvohibridne sustave kvasca. Osim dvohibrida kvasca, imunoprecipitaciju (IP) proteina od interesa može pratiti imunoblotiranje (IP-IB) ili masena spektrometrija (IP-MS) za identifikaciju PPI niske ili visoke propusnosti.

## PSD-95 uloga u bolesti
Pogrešna lokalizacija i disregulacija postsinaptičkih scaffold proteina ključni su događaji tijekom patofiziološkog tijeka nekoliko takozvanih sinaptopatija poput različitih oblika autizma, shizofrenije ili demencije.